# 운전역
운전역(雲田驛)은 조선민주주의인민공화국 평안북도 운전군에 위치한 평의선의 철도역이다. 1945년 7월에 영미역(嶺美驛)이라는 이름으로 개업했다.